# لایکونی
{{Infobox settlement|official_name=لایکونی|image_skyline=|pushpin_map=Kenya|imagesize=|image_caption=|mapsize=200px|map_caption=موقعیت لایکونی در نقشه
لایکونی (به لاتین: Likoni) یک منطقهٔ مسکونی در کنیا است که در شهرستان مومباسا واقع شده‌است.